# Thorvald Strömberg
Thorvald Strömberg   (Kirkkonummi, 17 de març de 1931 - Ekenäs, 9 de desembre de 2010) fou un piragüista en aigües tranquil·les finlandès que va competir durant la dècada de 1950.
El 1952 va prendre part en els Jocs Olímpics d'Estiu de Hèlsinki, on va disputar dues proves del programa de piragüisme. En la prova del K-1, 10.000 metres guanyà la medalla d'or, mentre en la del K-1, 1.000 metres guanyà la de plata. Quatre anys més tard, als Jocs de Melbourne, tornà a disputar dues proves del programa de piragüisme. Destaca la quarta posició en el K-1, 10.000 metres.
En el seu palmarès també destaquen tres medalles al Campionat del Món en aigües tranquil·les, una d'or i una de plata al de 1950 i una d'or al de 1958.
Una vegada retirat va ser membre de la federació finlandesa de piragüisme. El 2000 va ser guardonat amb el premi Pro-sports del Ministeri d'Educació finlandès.